# Hude (profeta)
Hude (em árabe: هود; romaniz.: Hud) é um profeta relatado no Alcorão, na décima primeira sura (capítulo). Ele é conhecido na Bíblia como Éber.
De acordo com a tradição islâmica, Hude nasceu cinco gerações após Nu (Noé). Naquela época as pessoas já haviam esquecido sobre o dilúvio que tinha destruído a terra nas gerações passadas e começaram a produzir estátuas que idolatravam. Apesar de Hude ter advertido e repreendido, as pessoas persistiram em sua idolatria. Para puni-los Deus mandou uma estiagem. Depois dessa estiagem as pessoas não se arrependeram, pelo que Deus mandou uma grande tempestade da qual só Hude e poucos outros sobreviveram.
O Alcorão afirma que Hude foi enviado como um mensageiro para alertar o povo de Ade (antiga nação árabe de uma tribo do Omã, a que Deus destruiu com a tempestade). Acredita-se que a recente descoberta cidade de Ubar, mencionada no Alcorão como Irã, tenha sido a capital de Ade.